# Diego Rosa (calciatore)
Diego Gabriel Rosa Lambach, noto semplicemente come Diego Rosa (Montevideo, 27 agosto 1998), è un calciatore uruguaiano, centrocampista del Tacuarembó.

## Caratteristiche tecniche
È un esterno sinistro.

## Carriera
Cresciuto nel settore giovanile del Rampla Juniors, ha debuttato in prima squadra il 16 febbraio 2018 disputando l'incontro di Primera División Profesional perso 4-3 contro il Progreso.